# 三重県道155号海山尾鷲港線
三重県道155号海山尾鷲港線（みえけんどう155ごう みやまおわせこうせん）は、三重県北牟婁郡紀北町から尾鷲市に至る一般県道である。

## 概要
北牟婁郡紀北町小山浦から尾鷲市大字天満浦に至る。

### 路線データ
- 起点：三重県北牟婁郡紀北町小山浦（字関ノ瀬25番5[1][2]：国道42号交点）
- 終点：三重県尾鷲市大字天満浦（字天満337番地先[1][2]：尾鷲港）
- 総延長：5,304.30 m[注釈 1]
- 道路区域が指定されていない区間
  - 三重県北牟婁郡海山町大字小山浦字猪鼻638番 - 三重県尾鷲市大字天満浦字水池336番2地先 まで

## 歴史
- 1995年（平成7年）4月1日 - 路線認定・道路区域の決定・道路の供用開始[3]

三重県北牟婁郡海山町大字小山浦字関ノ瀬25番5から三重県北牟婁郡海山町大字小山浦字猪鼻638番まで（延長3,116.70 m）
三重県尾鷲市大字天満浦字水池336番2地先から三重県尾鷲市大字天満浦字天満337番地先まで（延長2,187.60 m）
- 2007年（平成19年）4月1日 - 自治体合併に伴う変更[4]

三重県北牟婁郡紀北町海山区小山浦字関ノ瀬25番5から三重県北牟婁郡紀北町海山区小山浦字猪鼻638番まで（延長3,116.70 m）
三重県尾鷲市大字天満浦字水池336番2地先から三重県尾鷲市大字天満浦字天満337番地先まで（延長2,187.60 m）
- 2016年（平成28年）4月1日 - 地域自治区の廃止に伴う変更[5]

三重県北牟婁郡紀北町小山浦字関ノ瀬25番5から三重県北牟婁郡紀北町小山浦字猪鼻638番まで（延長3,116.70 m）
三重県尾鷲市大字天満浦字水池336番2地先から三重県尾鷲市大字天満浦字天満337番地先まで（延長2,187.60 m）
- 2021年（令和3年）3月24日 - 北牟婁郡紀北町小山浦地内のバイパス（延長193 m）が開通[6]。

## 地理

### 通過する自治体
- 三重県
  - 北牟婁郡紀北町 - 尾鷲市

### 交差する道路
| 交差する道路 | 交差する場所 | 交差する場所 |
| ------------ | ------------ | ------------ |
| 国道42号     | 小山浦       | 起点         |

### 交差する鉄道
- 紀勢本線

### 沿線
- 道の駅海山（起点付近）
- JR東海紀勢本線 相賀駅（起点付近）
- 紀北町立相賀小学校（起点付近）
- 尾鷲港